# Андресен, Расмус
Расмус Андресен (нем. Rasmus Andresen, род. 20 февраля 1986, Эссен, Дюссельдорф, Северный Рейн-Вестфалия, ФРГ) — немецкий политик партии Союз 90 / Зелёные, депутат Европейского парламента IX созыва.

## Биография
Андресен провёл детство с большего во Фленсбурге и принадлежит к датскому меньшинству Южного Шлезвига. Окончил школу во Фленсбурге, в 2009 году получил степень бакалавра в области управления и коммуникационных наук в Университете Роскилле в Дании. Во время учёбы с 2008 года работал в Фолькетинге. Учится на магистра по специальности «Управление» в Хагенском заочном университете.

## Политическая карьера
Начал заниматься политической деятельностью в подростковом возрасте, вступив в Союз 90 / Зелёные (Германия) и Социалистическую народную партию (Дания). До 2014 года занимал разные должности в молодёжных группах обеих партий, был, среди прочего, главой «Grüne Jugend» на земельном уровне. В 2012 году стал членом земельного совета партии Союз 90 / Зелёные, в 2013 году впервые вошёл в городской совет Фленсбурга.
С 2009 по 2019 год Андресен был членом Ландтага Шлезвига-Гольштейна от Фленсбурга. На момент первого избрания он был самым молодым депутатом земельного парламента (23 года). С 2017 по 2019 год занимал должность вице-президента Ландтага Шлезвига-Гольштейна.
По итогам выборов в Европейский парламент 2019 года стал депутатом Европейского парламента. С того времени работает в Комитете по бюджету. Также является координатором парламентской группы партии Союз 90 / Зелёные в комитете.
В дополнение к поручениям комитета Андресен входит в делегацию парламента по связям с Канадой. Также является членом Европейского интернет-форума, межгруппы Европейского парламента по правам ЛГБТ и межгруппы Европейского парламента по морям, рекам, островам и прибрежным зонам.

## Другие виды деятельности
- Член-основатель Института солидарной современности[нем.] с 2010 года[13]

## Политические позиции
16 марта 2021 года взял шефство над Игорем Банцером, фронтменом группы «Mister X» и белорусским политическим заключённым.
В мае 2021 года Андресен присоединился к группе из 39 законодателей, преимущественно из партии Союз 90 / Зелёные из Европарламента, которая в письме призвала лидеров Германии, Франции и Италии не поддерживать российский арктический проект добычи сжиженного природного газа «Арктик СПГ-2» ценой 21 миллиарда долларов США в связи с проблемами для климата.